# Étendard (vonat)
Az Étendard  egy Rapide és TEE járat volt, melyet az SNCF üzemeltetett a Párizs–Bordeaux-vasútvonalon. Az első járat 1968-ban indult, kezdetben még első- és másodosztályú kocsikkal. 1971-től bekerült a TEE vonatok közé, így másodosztályú kocsikat már nem továbbított. 1994-ben, miután megszűnt a TEE hálózat, visszakerült a Rapide vonatok közé egészen 1990-ig, mikor véglegesen törölték a menetrendből. Helyét a TGV vette át, mely az abban az évben átadott új nagysebességű TGV-vonalon állt szolgálatba.

## Útvonal

### Fő útvonal
Az Étendard fő útvonala az 584 km hosszú Párizs–Bordeaux-vasútvonal volt. A vonat naponta közlekedett, kivéve vasárnaponként, ekkor csak dél felé, és szombatonként csak észak felé járt.
Változat

### Variációk
1973-tól kezdve az Étendard déli irányú útvonalát a Bordeaux–Irun-vasútvonal mentén meghosszabbították, hogy a spanyolországi Irunban érjen véget, az északi irányú útvonalát pedig meghosszabbították, hogy a franciaországi Hendaye-ben kezdődjön, a francia-spanyol határ ellentétes oldalán lévő állomásokon. A nyári menetrendi időszakokban ezek a meghosszabbítások bizonyos ünnepnapok kivételével minden üzemnapon (heti hat nap) közlekedtek, a többi szezonban a Bordeaux és Irun, illetve Hendaye közötti szakasz általában csak a hét egy napján közlekedett: szombatonként délre, vasárnaponként északra. Ezek a meghosszabbítások 1975-ig tartottak.

## Kocsiösszeállítás
Az Étendard-t általában az SNCF egyik 1,5 kV-os egyenáramú,SNCF CC 6500 sorozatú villanymozdonya vontatta. A mozdony elejére a vonat nevét viselő fejlécet erősítettek, ezt a gyakorlatot alkalmazták akkor is, amikor az Aquitaine és a Le Capitole vonatokat vontatták.
Amikor az Étendard 1971-ben TEE-vé vált, a gördülőállománya az SNCF Grand Confort kocsikból álló szerelvénye volt, amely egy A4Dtux, három A8tu, hat A8u, egy A3rtu és egy Vru kocsit tartalmazott. A kocsikat jellegzetes vörös, narancssárga, világosszürke és palaszürke színűre festették.
1973. június 3-án, hogy a vonat akár 200 km/h sebességgel is közlekedhessen, a kocsiösszeállítást tíz kocsira rövidítették: egy A4Dtux, két A8tu, öt A8u, egy A3rtu és egy Vru.
Az Étendard egész fennállása alatt az étkezőkocsit a Compagnie Internationale des Wagons-Lits (CIWL) személyzetével látták el.

## Útvonal
| TEE 5 | Ország        | Állomás            | km  | TEE 4 |
| ----- | ------------- | ------------------ | --- | ----- |
| 07:50 | Franciaország | Paris Austerlitz   | 0   | 23:30 |
| ↓     | Franciaország | St Pierre de Corps |     | ↑     |
| 10:00 | Franciaország | Poitiers           | 332 | ↑     |
| 10:49 | Franciaország | Angoulême          | 445 | 20:32 |
| 11:55 | Franciaország | Bordeaux           | 581 | 19:27 |
|       | Franciaország | Dax                |     |       |
|       | Franciaország | Bayonne            |     |       |
|       | Franciaország | Biarritz           |     |       |
|       | Franciaország | St. Jean de Luz    |     |       |
| 14:11 | Franciaország | Hendaye            | 812 | 17:10 |
| 14:17 | Spanyolország | Irun               | 816 | ↑     |